# GMX
GMX Mail – bezpłatny serwis webmail świadczony przez GMX (Global Mail eXchange, Global Message eXchange). GMX pozwala użytkownikom na pobieranie poczty z serwerów zewnętrznych za pośrednictwem protokołów POP3 i IMAP. Serwis był notowany w rankingu Alexa na miejscu 5079 na świecie.
Serwis został założony w 1997 roku. Jest spółką należącą do niemieckiego przedsiębiorstwa United Internet z siedzibą w Montabaur oraz siostrzanej spółki 1&1 Internet. Oprócz podstawowej funkcji, jaką jest dostęp do skrzynki e-mail, każde konto zawiera książkę adresową, organizator oraz możliwość przechowywania plików w chmurze o rozmiarze 2 GB. Obecnie GMX ma ponad 20 milionów aktywnych użytkowników.

## Bezpieczeństwo
Poczta GMX zapewnia użytkownikom GMX.net uwierzytelnianie dwuskładnikowe (2FA) w celu zabezpieczenia ich kont e-mail.

## Funkcje
Funkcje zawarte w bezpłatnych wersjach konta GMX różnią się pomiędzy GMX.net i GMX.com.

### PorównanieGMX.net i GMX.com
|                                        | GMX.net    | GMX.com                          | Uwagi |
| Język interfejsu                       | Niemiecki  | Angielski, francuski, hiszpański | |
| Ograniczenia w rejestracji             | Nie        | Tak                              | GMX.com: Użytkownicy z niemieckim, austriackim lub szwajcarskim adresem IP są przekierowywani na GMX.net |
| Uwierzytelnianie 2-składnikowe         | Tak        | Tak                              | |
| Przechowywanie plików („Media Center”) | 1 GB       | 2 GB                             | |
| Pojemność skrzynki                     | 1 GB       | 65 GB                            | GMX.net: max. 1,5 GB, jeśli użytkownik zainstaluje rozszerzenie do przeglądarki GMX MailCheck            |
| Limit załączników                      | 50 MB      | 50 MB                            | |
| Dezaktywacja konta po bezczynności     | 6 miesięcy | 6 miesięcy                       | |
| Obsługa SMTP                           | Tak        | Tak                              | |
| Obsługa POP3                           | Tak        | Tak                              | |
| Obsługa IMAP4                          | Tak        | Tak                              | |

### gmx.com
Dodatkowe funkcjonalności:
- Możliwości udostępniania plików[6],
- Ochrona przed wirusami i spamem[7],
- Przeciągnij i upuść pliki i e-maile[8],
- Pobieranie zewnętrznych kont POP3.

Konta e-mail można rejestrować w wielu domenach (@gmx.com, @gmx.co.uk, @gmx..us, @gmx.fr itd.). Serwis umożliwia dodanie do maksymalnie 9 dodatkowych aliasów w różnych domenach GMX połączonych z kontem głównym. Jego „moduł zbierający pocztę” umożliwia zbieranie wiadomości e-mail od większości bezpłatnych dostawców poczty e-mail, w tym Yahoo, Outlook i Gmail, a także wysyłanie poczty z tych adresów, umożliwiając zarządzanie wieloma kontami z jednej lokalizacji.
GMX opracował nieco odmienny serwis dla swoich użytkowników w Niemczech, Austrii i Szwajcarii oraz dla pozostałych na arenie międzynarodowej. Oba serwisy są bezpłatne i przekierowują użytkowników do odpowiedniej witryny logowania za pośrednictwem technologii geolokalizacji, odpowiednio do gmx.net lub gmx.com. Usługa poczty GMX oparta jest na Qooxdoo, frameworku aplikacji WWW typu open source.

## Popularność
Po zamknięciu Lycos Europe i decyzji o zamknięciu popularnej francuskiej usługi poczty internetowej Caramail w lutym 2009 r. GMX wykupił nazwę domeny Caramail i przeniósł starszych użytkowników do nowej usługi. W 2010 r. GMX przejął amerykański serwis internetowy Mail.com i jej klientów pocztowych.